# Schoutedeniastes vitalisi
Schoutedeniastes vitalisi es una especie de escarabajo joya del género Schoutedeniastes, de la subfamilia Polycestinae, orden Coleoptera.

## Distribución
Se distribuye por la región indomalaya.

## Taxonomía
Fue descrita por Bourgoin en 1922.